# Родригес, Лукас Науэль
Лукас Науэль Родригес (исп. Lucas Nahuel Rodríguez; родился 27 сентября 1993 года, Буэнос-Айрес, Аргентина) — аргентинский футболист, защитник клуба «Росарио Сентраль».

## Клубная карьера
Родригес — воспитанник клуба «Архентинос Хуниорс» из своего родного города. В 2010 году он был включён в заявку основной команды. 10 декабря в матче против «Лануса» Лукас дебютировал в аргентинской Примере. В первых сезонах он выступал за молодёжную команду и провёл за основу всего три матча. В начале 2013 года Родригес провёл за первую команду шесть встреч и даже смог забить свой первый гол за «Хуниорс» в поединке против «Сан-Лоренсо». Сезон 2013/2014 года Лукас провёл почти без замен, но после вылета клуба из элиты потерял место в основе.
Летом 2016 года Родригес перешёл в мексиканский «Веракрус». 23 июля в матче против «Сантос Лагуна» он дебютировал в мексиканской Примере.
Летом 2018 года Родригес на правах аренды перешёл в «Тигре». 11 августа в матче против «Сан-Лоренсо» он дебютировал за новую команду.

## Международная карьера
В начале 2011 года Лукас в составе молодёжной сборной Аргентины принял участие в чемпионате Южной Америки в Перу. На турнире он сыграл в матчах против команд Венесуэлы, Чили, Бразилии, Уругвая и Колумбии.
В декабре 2012 года Родригес во второй раз попал в заявку молодёжной сборной на домашний молодёжный Кубок Америки. На турнире он сыграл в матчах против команд Боливии и Колумбии.

## Титулы и достижения
- Обладатель Кубка аргентинской Суперлиги (1): 2019